# 強熱発光
強熱発光（きょうねつはっこう、英: Candoluminescence）は、（一般的には炎にあてられて）高温の状態になった特定の物質から発せられる光であり、同温での高温発光から考えられる黒体発光より一部の波長が強い。この現象は酸化亜鉛や酸化セリウム(IV)、酸化トリウムなど遷移元素や希土類元素の酸化物（セラミックス）で顕著である。

## 歴史
1800年代に強熱発光の最初の報告がされてから、強熱発光現象の存在や原理は広く研究や討論の対象とされてきた。電灯が導入される前、人工的な光のほとんどが燃料を燃やして得られていた時期には、この話題は特に注目されていた。強熱発光とは別の考えに基づいた主要な説明としては、それが単に「選択」熱放射であって、ただその物質において可視光線の放射率が高い一方、黒体の熱放射であれば顕著なはずのスペクトラム領域での放射率がとても低いのだ、というものがある。このような系では可視外の放射による冷却がないため放射体は高い温度にとどまりやすい。この説に拠って立つならば、強熱発光が存在するとみなされてきたのは、単に放射体の温度を低く見積もり過ぎたというだけであった。1950年代には数人の著者が強熱発光は単なる選択熱放射の一種だという立場を取った。その分野の著名な研究者の一人であるV. A. Sokolovは、1952年の有名な総説論文で文献から強熱発光という用語をなくすよう主張したことがあるが、数年後に考えを訂正することになった。現在科学界の一致した見解としては、強熱発光は実際に存在し、その原理は単に選択熱放射によるばかりではなく、関与した物質や加熱のしかた、特に炎の種類や炎に対する物質の位置によって異なる。

## 原理
燃料が炎を出して燃焼しているとき、燃焼生成物（多くはフリーラジカルと呼ばれる分子の断片）に燃焼の過程で放出されたエネルギーがおさまる。燃焼生成物は断熱燃焼温度というとても高い温度 (つまり燃焼生成物から熱が逃げる前の温度) に励起される。この温度は通常は炎の中の空気の温度や炎の中に入れた物体が達することのできる温度より高い。このエネルギーが燃焼生成物から放射として失われる際には、炎の中に入れた黒体と比べてより高温であるため、放射の強度はより高くなる。正確な放出過程は物質や、燃料や酸化剤の種類、炎の種類によって異なるが、フリーラジカルは放射再結合を起こすことが多くの場合で確かめられている。燃焼生成物から直接放たれるこういったエネルギーを持った光は、波長によっては (ガスの炎が青く見えるように) 直接観察されることがあれば、強熱発光物の蛍光を示すこともある。フリーラジカルの再結合の一部では紫外線が放たれるが、これは蛍光でのみ観察できる。
強熱発光物が再結合に対する触媒作用を示して放射が強くなることが重要な強熱発光の原理として挙げられる。燃焼生成物から極度に狭いスペクトラム領域で放射が行われる場合には、不可視領域や蛍光反応をおこさないような波長での放射によりフリーラジカルから熱が失われる割合が減るため、この過程の中で重要な役目を持つことが多い。その他の場合では、励起した燃焼生成物のエネルギーは固形物質中の蛍光物質にそのまま移動すると考えられる。いずれにしても、燃焼生成物が周囲から熱化されるより先にエネルギーが放射されるのが強熱発光の主な特徴であり、周囲と熱平衡状態にある物体からの熱放射より実効的な放射温度が高くなるのはこのためである。

## ヴェルスバッハのガス灯
20世紀初頭にはヴェルスバッハのガスマントルやライムライトのふるまいを説明するのに強熱発光は必要かに関して激しい論争があった。反論としては、 (例えば) 酸化トリウムは可視光線の短波長の部分より近赤外線領域のほうが放射率は大幅に低いため、赤外線放射によって強く冷却されることはないはずであり、当然黒体より酸化トリウムのマントルのほうが炎の温度に近づきやすいというものがあった。そうした場合、強熱発光を説明に出さなくとも、温度が高いことから可視部のスペクトラムが高い放射水準になることになる 。
その他の議論としては、マントルに含まれる酸化物は能動的に燃焼生成物を取り込んで選択的に燃焼生成物の温度にまであがるというものがあった。より最近の著者の一部はヴェルスバッハマントルとライムライトはどちらも強熱発光とは関係ないと結論づけているように見える (例 Mason) が、Iveyは254編の文献にわたる広範な総説の中で、ヴェルスバッハマントルでは強熱発光が行われており、フリーラジカルが再結合することに対する触媒作用が放射を強めていると結論づけた。